# Teatro de Metaponto
El Teatro de Metaponto fue un antiguo teatro griego y eclesiasterio en Metaponto, en la Magna Grecia, en la actual Italia. Las ruinas se encuentran en el yacimiento arqueológico de Metaponto, en el actual municipio de Bernalda, a un kilómetro al noroeste de la actual Santa Palagina.
La historia del edificio pasa por varias fases diferentes. Inicialmente fue una especie de eclesiasterio, y más tarde se convirtió en un teatro griego al uso. El edificio estaba situado en la parte noreste del ágora.

## Fases de construcción
Fase I
Su emplazamiento ya estaba ocupado por algún tipo de construcción en la época arcaica, en el 600 a. C. Se cree que se trataba de una especie de tribunal o ikria. A principios del 500 a. C. se construyó en el lugar una especie de corral de asientos y se convirtió en un eclesiasterio. El tamaño del edificio en esta fase era de unos 20 x 30 m.
Fase II
A mediados del siglo V a. C. , el edificio adquirió una forma más monumental. El centro era entonces un área rectangular de unos 12,8 x 19,1 m. Los lados más cortos tenían entradas de unos 7,5 m de ancho. Los lados de la zona rectangular tenían terrazas para el público reunido. Estaban sostenidos por un muro de contención de unos dos metros de altura. Los bancos del auditorio eran de madera. El auditorio tenía forma más o menos elíptica, ya que la zona rectangular del centro no era cuadrada, pero el exterior del edificio seguía siendo circular, de unos 62 m de diámetro.
Fase III

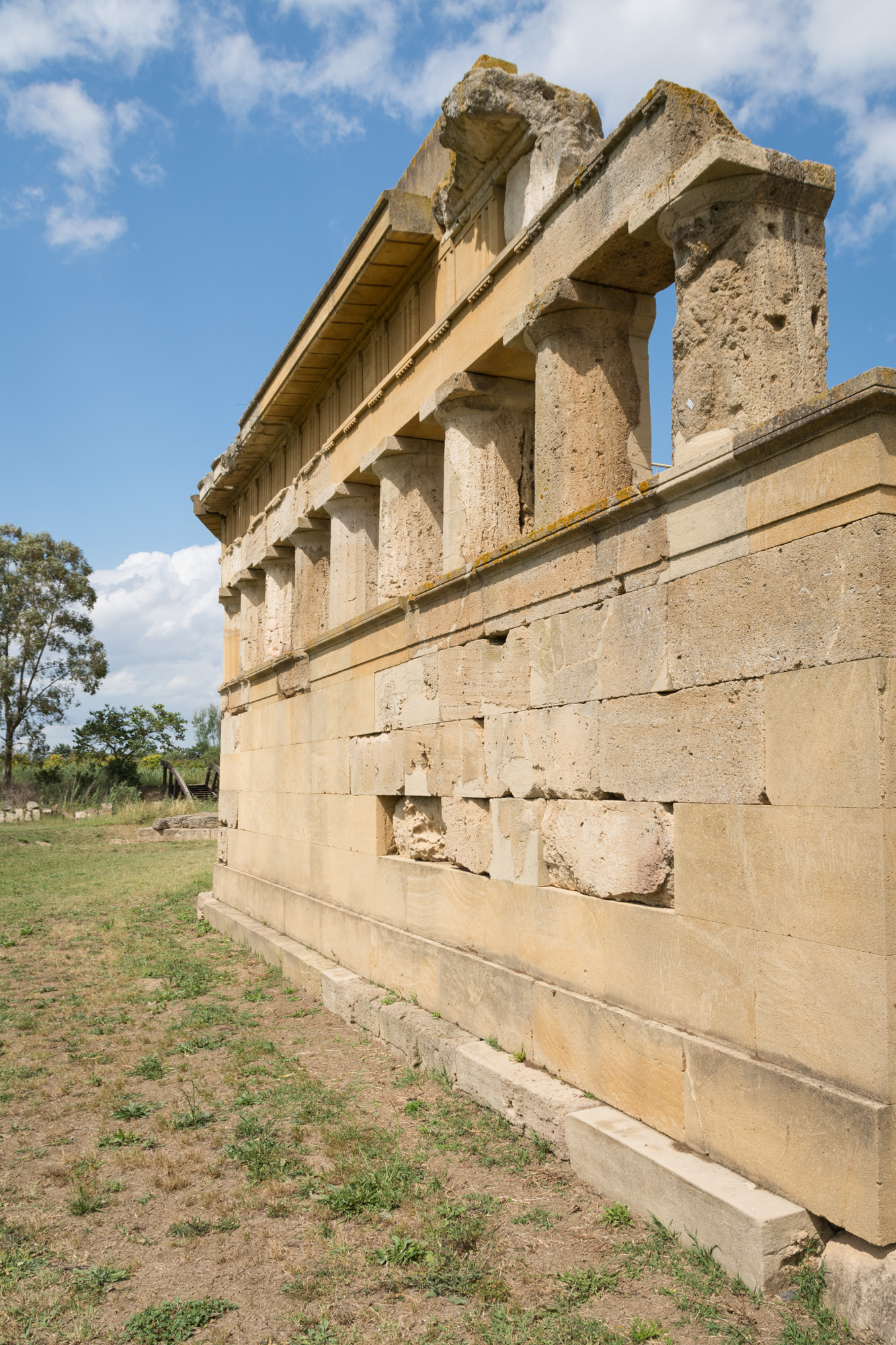
El muro del teatro replanteado.

La estructura se modificó hacia 500-475 a. C. El muro de contención se elevó a tres metros y el graderío se hizo más empinado. Al mismo tiempo, algunas de las filas de bancos se hicieron de piedra. En esta fase, el edificio tenía el mismo tamaño que en la fase II. En su máximo, el ecclesiasterio podía albergar a unas 7500-8000 personas. Esto ha llevado a la conclusión de que el edificio era probablemente demasiado grande solo para la asamblea, por lo que se cree que fue utilizado para otros fines, como un teatro, incluso en una etapa anterior.
El edificio parece haber caído en desuso durante el periodo helenístico a principios del 300 a. C., y sus bancos de piedra fueron retirados.
Fase IV
Hacia 325-300 a. C., se renovó por completo y se convirtió en teatro, transformando la estructura rectangular en un típico edificio teatral semicircular griego. El auditorio seguía formándose de la misma manera que antes, a partir de un armazón de tierra sostenido por un muro de contención. La orchestra tenía forma semicircular, con un edificio escénico detrás. En la fase de teatro, el auditorio del edificio tenía capacidad para unas 6500 personas.
El teatro parece haber quedado inacabado. Parte de él se rompió en el año 200 a. C., tras lo cual sufrió algunas obras de reparación. Con el tiempo, el teatro se convirtió en una especie de fortaleza cerrando sus entradas, probablemente en relación con las guerras tardías de la ciudad.